# Cultura della vergogna
L'espressione cultura della vergogna o civiltà della vergogna, fu utilizzata per prima dall'antropologa americana Ruth Benedict in un saggio sulla cultura giapponese intitolato Il crisantemo e la spada. Modelli di cultura giapponese. Il saggio fu pubblicato nel 1946, ma nacque da uno studio commissionato dal governo degli Stati Uniti durante la seconda guerra mondiale.
Tale teoria ha trovato sia sostenitori sia detrattori.
La sua pubblicazione ha dato origine alla contrapposizione tra cultura della vergogna e cultura della colpa (guilt culture). 

## Cultura greca
L'espressione fu poi applicata da E. R. Dodds, nell'opera I Greci e l'irrazionale, al modello sociale su cui si basa la civiltà omerica. Infatti i grandi eroi (quali Achille, Agamennone, Ettore), non si sentivano realizzati sapendo nella propria coscienza di essere gloriosi e pieni di onori, ma dovevano sentirsi considerati tali dagli altri del gruppo. Solo in questo modo sapevano di "esistere". Appare quindi ovvio capire che non bastava il sentimento interiore, ma il giudizio degli altri. Nel caso in cui un eroe avesse perso la pubblica stima, sarebbe potuto arrivare anche a uccidersi, come fece Aiace Telamonio. Si tenga conto che l'onore, da cui poi deriva la gloria, non è un concetto astratto, ma il risultato di atti e comportamenti concreti.